# Heurtevent
Heurtevent är en kommun i departementet Calvados i regionen Normandie i norra Frankrike. Kommunen ligger i kantonen Livarot som ligger i arrondissementet Lisieux. År 2018 hade Heurtevent 191 invånare.

## Befolkningsutveckling
Antalet invånare i kommunen Heurtevent
Referens: INSEE